# Gerhard Heer
Gerhard Heer (ur. 19 grudnia 1955 w Tauberbischofsheim) – niemiecki szermierz, szpadzista reprezentujący RFN, złoty medalista olimpijski.
Na igrzyskach olimpijskich w Los Angeles w 1984 roku reprezentacja RFN w składzie: Elmar Borrmann, Volker Fischer, Gerhard Heer, Rafael Nickel i Alexander Pusch zdobyła złoto w turnieju drużynowym. Był to jego jedyny start olimpijski.
Nie zdobył medalu mistrzostw świata.